# Pandemia de COVID-19 en Marruecos
Los primeros casos de la pandemia de COVID-19 en Marruecos llegó al país el 2 de marzo del 2020. El paciente cero fue un marroquí proveniente de Italia quien había regresado a la Ciudad de Casablanca el 27 de febrero de 2020. Ese mismo día 2 de marzo, fue confirmado un segundo caso. Se trataba de otra ciudadana marroquí de 89 años proveniente de Bolonia que había llegado a Marruecos el 25 de febrero.  
A partir del 13 de marzo las autoridades dispusieron una serie de medidas restrictivas rigurosas, entre las que se incluyó el cierre de los establecimientos educativos de todos los niveles, la suspensión del transporte público, la prohibición de reuniones y de circulación de personas con excepción de aquellas que dispusieran de una autorización especial y el cierre de las fronteras.
Al 12 de abril de 2020, en el reino de Marruecos se habían reportado 1661 casos, de los que han quedado 479 pacientes de COVID-19 confirmados. 118 personas han fallecido por esta enfermedad y 177 más se han recuperado.
A partir del 10 de junio comenzó la flexibilización de las restricciones. Hacia finales de julio, los datos diarios mostraban una acentuada aceleración del número de casos confirmados, lo que llevó a readoptar medidas de confinamiento.
El gobierno marroquí incluye a todos los casos positivos de contagio en la zona ocupada del Sahara Occidental en su lista de contagios, aunque el MINURSO mantiene un conteo independiente.
Hasta el 20 de febrero de 2022, se contabiliza la cifra de 1,158,967 casos confirmados, 15,894 fallecidos y 1,134,878 recuperados del virus.
La tasa de letalidad (fallecidos respecto a confirmados) es del 1,53%.

## Cronología

### Primeros casos
Después de los dos casos confirmados el 2 de marzo de 2020, un tercer caso fue confirmado el 10 de marzo, se trataba de un turista francés que llegó a Marrakesh. El mismo día, la mujer de 89 años que provenía de Bolonia, murió.
El 11 de marzo de 2020, se anunció que tanto la mujer como la hija del turista francés dieron positivo, sumando los casos totales a 5. Un sexto caso de una mujer que había llegado de Francia fue confirmado ese mismo día. 
El 13 de marzo de 2020, dos casos fueron confirmados: una persona de 39 años quién había regresado de España y una otra mujer francesa de 64 años. El paciente cero fue reportado como recuperado ese mismo día.
El 14 de marzo de 2020, diez personas más fueron confirmados como portadores, incluyendo el ministro marroquí Abdelkader Aamara, elevando el total a 18.
El 15 de marzo de 2020, 10 casos nuevos fueron confirmados, sumando el número total de casos a 28.
El 16 de marzo de 2020, nueve casos más fueron confirmados, por lo que aumentaba el total de casos a 37.
El 17 de marzo de 2020, Se confirmó la segunda muerte por el coronavirus. Además, un hombre proveniente de Francia resultó positivo. El mismo día, seis casos nuevos fueron confirmados, sumando ese día 44.
El 18 de marzo de 2020, diez casos fueron confirmados, sumando ese día 54.
El 19 de marzo de 2020, se informó de un segundo paciente recuperado y nueve casos nuevos más fueron confirmados, trayendo el total a 63.
El 20 de marzo, fueron confirmados dieciséis casos nuevos y una tercera muerte, sumando ahora 79 casos.
El 21 de marzo de 2020 a las 00:30, fueron confirmados siete nuevos casos, sumando ahora 86. Ese mismo día a las 19:30, se informó de una tercera recuperación y de diez casos más, siendo el total 96. La persona recuperada fue una persona de 64 años de origen franco-senegalés, quién era el sexto caso confirmado en Marruecos.
A lo largo del 22 de marzo de 2020 diecinueve nuevos casos más fueron confirmados extendiendo la cuenta a 115. Ese mismo día a las 20:30, se confirma un cuarto fallecimiento.
El 23 de marzo de 2020, se confirmaban 28 casos más, sumando 143 (además de dos recuperados).
El 24 de marzo de 2020 en 18:00, el Ministerio de salud confirmó la muerte de un hombre de 76 años que había regresado de los Países Bajos y padecía una enfermedad crónica qué debilitó su sistema inmunológico, siendo esta la quinta muerte en el país. Se sumó además una sexta recuperada, una adulta mayor en la región de Béni Melal-Khénifra. Veintisiete casos más fueron confirmados, para sumar un total de 170.
El 25 de marzo de 2020, el Ministerio de salud confirmó una sexta muerte, una persona de 65 años que padecía enfermedades crónicas. Se sumaba demás un séptimo caso de recuperación, una anciana de 69 años. 55 casos nuevos fueron confirmados, sumando ahora 225.
El 26 de marzo de 2020, el Ministerio de salud confirmó cuatro nuevas muertes por lo que el total aumentó a 10, se sumaba un octavo recuperado y 50 casos nuevos, llevando el total de casos positivos a 275.

Número de casos (azul) y número de fallecidos (rojo) en una escala logarítmica.

## Respuestas

### Transporte

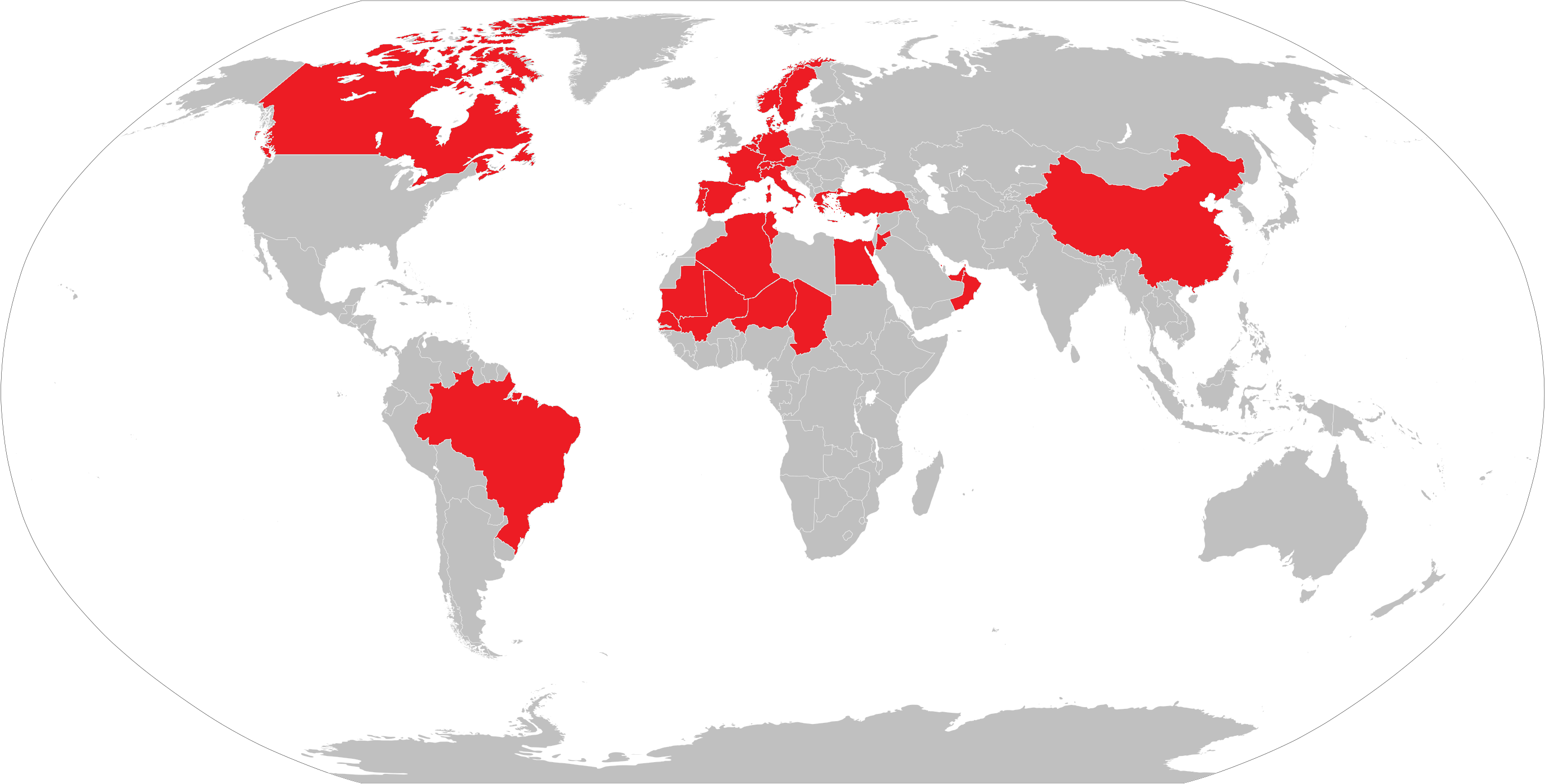
Países que el gobierno marroquí ha prohibido viajar.

El 13 de marzo de 2020 el Gobierno de Marruecos anunció un acuerdo para suspender todos los viajes por avión y ferry tanto de ida como de vuelta a España, Argelia y Francia hasta nuevo aviso.
El 14 de marzo de 2020, la suspensión de vuelos se extendió a China e Italia. Posteriormente, se extendió a Alemania, Austria, Baréin, Bélgica, Brasil, Canadá, Chad, Dinamarca, Egipto, Grecia, Jordania, Líbano, Malí, Mauritania, Níger, Noruega, Omán, Países Bajos, Portugal, Senegal, Suiza, Suecia, Túnez, Turquía y los Emiratos Árabes Unidos.
El 15 de marzo de 2020, se prohibió todo vuelo internacional.

### Educación
El 13 de marzo, el gobierno decidió cerrar todas las  escuelas hasta nuevo aviso.

### Estado de Emergencia Médica
Marruecos activó el estado de emergencia desde el 20 de marzo de 2020 hasta el 20 de abril del mismo año, aunque con posibilidad de ser extendido. Esto hace necesario una autorización de las autoridades locales para que un ciudadano pueda salir de su hogar, con excepción de los trabajadores en supermercados, farmacias, bancos, estaciones de gas, clínicas médicas, telecomunicaciones y trabajos esenciales en freelance. Además se ha habilitado una línea telefónica para «reforzar la comunicación directa y aumentar la vigilancia para combatir el impacto de la pandemia por el coronavirus y salvaguardar la salud de los ciudadanos».

### Suspensión de labores
El 26 de marzo, Saadeddine Othmani, jefe de gobierno, anunció la prohibición de nuevas contrataciones de trabajo hasta el fin de la crisis. Los ascensos también están suspendidos. Los sectores de salud y seguridad están eximidos de esta orden.

### Fondo de emergencia
El 15 de marzo, el Rey Mohammed VI anunció la creación de un fondo de emergencia para mejorar la infraestructura de salud y apoyar los sectores económicos afectados. El fondo tiene un volumen de 10 mil millones de dirham.